# Tigran Barseġyan
Tigran Barseġyan (in armeno Տիգրան Բարսեղյան?, traslitterazione anglosassone: Tigran Barseghyan; Erevan, 22 settembre 1993) è un calciatore armeno, centrocampista dello Slovan Bratislava e della nazionale armena.

## Caratteristiche tecniche
È un attaccante mancino che usa un approccio offensivo molto essenziale, tagliando in area di rigore e sfruttando a proprio vantaggio gli spazi liberi, pur non essendo particolarmente rapido. Trova la sua collocazione come ala destra, secondariamente viene impiegato anche come ala sinistra e punta centrale. Possiede una buona potenza di tiro, ma è pure un bravo assist-man, inoltre è affidabile anche nel trasformare i calci di rigore.

## Carriera

### Club

#### Banants
La sua carriera nel professionismo ha inizio con il Banants debutta il 27 giugno 2010 nel campionato armeno nella vittoria per 2-0 contro il Kilikia Erevan, scendendo in campo nei minuti conclisivi, il 24 settembre partecipa alla Supercoppa d'Armenia perdendo per 2-0 contro il Pyunik. Barseġyan gioca in tutto solo tre partite con il Banants, l'ultima nella sconfitta per 1-0 contro l'Impuls Diliǰan.

#### Ganjasar e Mika Erevan
Nel 2011 inizia a giocare per il Ganjasar, realizza solo due gol, nel 2013, prima battendo per 5-3 l'Ararat-2 e poi perdendo per 3-2 il Pyunik. Veste poi la maglia del Mika Erevan nella Bardsragujn chumb dove giocherà per due stagioni, segnando in tutto 10 gol per la squadra. Torna successivamente a giocare per il Ganjasar, segna la sua ultima rete per la squadra nella vittoria per 2-0 ai danni dell'Ararat il 18 giugno 2016.

#### Vandar
Il 30 agosto 2016 si trasferisce all'estero in Macedonia nel Vardar dove già giocava il connazionale Hovhannes Hambarjowmyan. Vince la Prva Liga, segna una rete battendo per 3-1 il Škendija e il Pelister, realizza il gol del 2-0 sconfiggendo lo Shkupi, sigla una rete anche contro il Makedonija G.P. vincendo per 6-0, l'ultimo gol nell'edizione del campionato lo segna nella vittoria su 2-0 contro il Renova. Il 18 luglio 2017 riesce a segnare una rete vincendo per 3-1 contro il Malmö, il 17 agosto dello stesso anno realizza una rete anche contro il Fenerbahçe prevalendo per 2-0.
Nell'edizione 2017-2018 del campionato macedone realizza un gol sconfiggendo per 4-0 il Pobeda, segna una rete anche nella partita successiva battendo per 3-1 il Sileks, con i suoi gol permette al Vandar di battere per 1-0 sia il Shkupi che il Rabotnički, con una rete e un assist vincente contribuisce alla vittoria per 3-2 ai danni dell'Akademija Pandev.

#### Qaısar
Conquista la vittoria della Qazaqstan Kubogy vestendo la maglia del Qaısar, nella semifinale contro il Tobyl segna una doppietta vincendo per 3-1, mentre nella finale contro l'Atyraý Barseġyan nei minuti conclusivi del secondo tempo supplementare fornisce al suo compagno Dýman Nárzildaev l'assist con cui quest'ultimo segna il gol del 2-1.
Nella Qazaqstan Prem'er Ligasy, sigla una rete sconfiggendo per 3-1 l'Aqtóbe, segna una doppietta battendo il Tobyl oltre a segnare una triplatta che decide la vittoria per 3-1 l'Atyraý, l'ultimo gol in campionato lo realizza nel pareggio per 1-1 contro l'Ordabasy.

#### Astana
Barseġyan il 29 febbraio 2020 debutta con l'Astana nella 2020 riuscendo a vincerla battendo il Qaısar per 1-0. Durante il suo primo campionato con l'Asta segna tre gol: una rete battendo per 3-2 il Caspiy e una doppietta sconfiggendo il l'Ordabasy, inoltre grazie a un suo calcio d'angolo il proprio compagno di squadra Ivan Maeŭski segna il gol del 1-0 vincendo contro il Kyzylzhar.
Nell'edizione 2021 del campionato realizza sette reti, la prima su calcio di rigore battendo per 4-1 l'Ordabasy, segna il gol del 1-0 vincendo contro l'Aqjaıyq, è autore della rete del 4-3 nella vittoria ai danni del Shahter Qaraǵandy, un altro gol lo segna vincendo per 3-0 contro il Taraz, l'ultima rete la realizza nel successo per 2-0 battendo il Qaısar.

#### Slovan Bratislava
Nel 2021 si trasferisce in Slovacchia vincendo per tre volte consecutive il campionato con la squadra del Slovan Bratislava.

### Nazionale
Con la Nazionale Under-21 di calcio dell'Armenia ha esordito nel 2014. Con la nazionale maggiore il 25 marzo 2016 nel pareggio per 0-0 contro la Bielorussia, il suo primo gol invece lo segna il 2 giugno dello stesso anno battendo l'El Salvador per 4-0.
L'Armenia non riesce a qualificarsi per l'Europeo 2020 avendo vinto solo tre partie, la prima contro il Liechtenstein dove Barseġyan segna il gol del 3-0, realizza una rete anche nella seconda vittoria sconfiggendo per 3-2 la Grecia, mentre nella vittoria successiva, contro la Bosnia ed Erzegovina per 4-2, Henrix Mxit'aryan apre le marcature grazie all'assisti di Barseġyan.
Nella UEFA Nations League l'Armenia batte la Georgia per 2-1 per merito delle reti di Geworg Ġazaryan e Sargis Adamyan entrambe segnate grazie ai passaggi di Barseġyan, invece nelle qualificazioni per il Mondiale 2022 segna un gol battendo per 2-0 l'Islanda e sconfiggendo per 3-2 la Romania.

## Statistiche

### Cronologia presenze e reti in nazionale
| Cronologia completa delle presenze e delle reti in nazionale ― Armenia | Cronologia completa delle presenze e delle reti in nazionale ― Armenia | Cronologia completa delle presenze e delle reti in nazionale ― Armenia | Cronologia completa delle presenze e delle reti in nazionale ― Armenia | Cronologia completa delle presenze e delle reti in nazionale ― Armenia | Cronologia completa delle presenze e delle reti in nazionale ― Armenia | Cronologia completa delle presenze e delle reti in nazionale ― Armenia | Cronologia completa delle presenze e delle reti in nazionale ― Armenia |
| Data                                                                   | Città                                                                  | In casa                                                                | Risultato                                                              | Ospiti                                                                 | Competizione                                                           | Reti                                                                   | Note                                                                   |
| ---------------------------------------------------------------------- | ---------------------------------------------------------------------- | ---------------------------------------------------------------------- | ---------------------------------------------------------------------- | ---------------------------------------------------------------------- | ---------------------------------------------------------------------- | ---------------------------------------------------------------------- | ---------------------------------------------------------------------- |
| 25-3-2016                                                              | Erevan                                                                 | Armenia                                                                | 0 – 0                                                                  | Bielorussia                                                            | Amichevole                                                             | -                                                                      | 81’                                                                    |
| 29-5-2016                                                              | Carson                                                                 | Armenia                                                                | 7 – 1                                                                  | Guatemala                                                              | Amichevole                                                             | -                                                                      | 75’                                                                    |
| 2-6-2016                                                               | Carson                                                                 | El Salvador                                                            | 0 – 4                                                                  | Armenia                                                                | Amichevole                                                             | 1                                                                      | 73’                                                                    |
| 26-3-2017                                                              | Erevan                                                                 | Armenia                                                                | 2 – 0                                                                  | Kazakistan                                                             | Qual. Mondiali 2018                                                    | -                                                                      | 5’                                                                     |
| 4-6-2017                                                               | Erevan                                                                 | Armenia                                                                | 5 – 0                                                                  | Saint Kitts e Nevis                                                    | Amichevole                                                             | -                                                                      | 45’                                                                    |
| 10-6-2017                                                              | Podgorica                                                              | Montenegro                                                             | 4 – 1                                                                  | Armenia                                                                | Qual. Mondiali 2018                                                    | -                                                                      | 73’                                                                    |
| 1-9-2017                                                               | Bucarest                                                               | Romania                                                                | 1 – 0                                                                  | Armenia                                                                | Qual. Mondiali 2018                                                    | -                                                                      |                                                                        |
| 4-9-2017                                                               | Erevan                                                                 | Armenia                                                                | 2 – 0                                                                  | Kazakistan                                                             | Qual. Mondiali 2018                                                    | -                                                                      | 58’                                                                    |
| 5-10-2017                                                              | Erevan                                                                 | Armenia                                                                | 1 – 6                                                                  | Polonia                                                                | Qual. Mondiali 2018                                                    | -                                                                      |                                                                        |
| 9-11-2017                                                              | Erevan                                                                 | Armenia                                                                | 4 – 1                                                                  | Bielorussia                                                            | Amichevole                                                             | -                                                                      | 86’                                                                    |
| 13-11-2017                                                             | Erevan                                                                 | Armenia                                                                | 3 – 2                                                                  | Cipro                                                                  | Amichevole                                                             | -                                                                      | 45’                                                                    |
| 24-3-2018                                                              | Erevan                                                                 | Armenia                                                                | 0 – 0                                                                  | Estonia                                                                | Amichevole                                                             | -                                                                      | 77’                                                                    |
| 27-3-2018                                                              | Erevan                                                                 | Armenia                                                                | 0 – 1                                                                  | Lituania                                                               | Amichevole                                                             | -                                                                      | 71’                                                                    |
| 29-5-2018                                                              | Innsbruck                                                              | Armenia                                                                | 1 – 1                                                                  | Malta                                                                  | Amichevole                                                             | -                                                                      | 75’                                                                    |
| 4-6-2018                                                               | Kematen in Tirol                                                       | Armenia                                                                | 0 – 0                                                                  | Moldavia                                                               | Amichevole                                                             | -                                                                      | 45’                                                                    |
| 6-9-2018                                                               | Erevan                                                                 | Armenia                                                                | 2 – 1                                                                  | Liechtenstein                                                          | UEFA Nations League 2018-2019 - 1º Turno                               | 1                                                                      | 55’                                                                    |
| 9-9-2018                                                               | Skopje                                                                 | Macedonia del Nord                                                     | 2 – 0                                                                  | Armenia                                                                | UEFA Nations League 2018-2019 - 1º Turno                               | -                                                                      | 43’ 77’                                                                |
| 13-10-2018                                                             | Erevan                                                                 | Armenia                                                                | 0 – 1                                                                  | Gibilterra                                                             | UEFA Nations League 2018-2019 - 1º Turno                               | -                                                                      | 60’                                                                    |
| 16-10-2018                                                             | Erevan                                                                 | Armenia                                                                | 4 – 0                                                                  | Macedonia del Nord                                                     | UEFA Nations League 2018-2019 - 1º Turno                               | -                                                                      | 74’ 86’                                                                |
| 26-3-2019                                                              | Erevan                                                                 | Armenia                                                                | 0 – 2                                                                  | Finlandia                                                              | Qual. Euro 2020                                                        | -                                                                      | 67’                                                                    |
| 8-6-2019                                                               | Erevan                                                                 | Armenia                                                                | 3 – 0                                                                  | Liechtenstein                                                          | Qual. Euro 2020                                                        | 1                                                                      |                                                                        |
| 11-6-2019                                                              | Atene                                                                  | Grecia                                                                 | 2 – 3                                                                  | Armenia                                                                | Qual. Euro 2020                                                        | 1                                                                      |                                                                        |
| 5-9-2019                                                               | Erevan                                                                 | Armenia                                                                | 1 – 3                                                                  | Italia                                                                 | Qual. Euro 2020                                                        | -                                                                      | 48’ 57’                                                                |
| 8-9-2019                                                               | Erevan                                                                 | Armenia                                                                | 4 – 2                                                                  | Bosnia ed Erzegovina                                                   | Qual. Euro 2020                                                        | -                                                                      |                                                                        |
| 12-10-2019                                                             | Vaduz                                                                  | Liechtenstein                                                          | 1 – 1                                                                  | Armenia                                                                | Qual. Euro 2020                                                        | 1                                                                      |                                                                        |
| 15-10-2019                                                             | Turku                                                                  | Finlandia                                                              | 3 – 0                                                                  | Armenia                                                                | Qual. Euro 2020                                                        | -                                                                      | 65’                                                                    |
| 15-11-2019                                                             | Erevan                                                                 | Armenia                                                                | 0 – 1                                                                  | Grecia                                                                 | Qual. Euro 2020                                                        | -                                                                      | 39’                                                                    |
| 18-11-2019                                                             | Palermo                                                                | Italia                                                                 | 9 – 1                                                                  | Armenia                                                                | Qual. Euro 2020                                                        | -                                                                      |                                                                        |
| 5-9-2020                                                               | Skopje                                                                 | Macedonia del Nord                                                     | 2 – 1                                                                  | Armenia                                                                | UEFA Nations League 2020-2021 - 1º Turno                               | 1                                                                      | 45’                                                                    |
| 8-9-2020                                                               | Erevan                                                                 | Armenia                                                                | 2 – 0                                                                  | Estonia                                                                | UEFA Nations League 2020-2021 - 1º Turno                               | -                                                                      |                                                                        |
| 11-10-2020                                                             | Tychy                                                                  | Armenia                                                                | 2 – 2                                                                  | Georgia                                                                | UEFA Nations League 2020-2021 - 1º Turno                               | -                                                                      | 90’                                                                    |
| 14-10-2020                                                             | Tallinn                                                                | Estonia                                                                | 1 – 1                                                                  | Armenia                                                                | UEFA Nations League 2020-2021 - 1º Turno                               | -                                                                      | 83’                                                                    |
| 15-11-2020                                                             | Tbilisi                                                                | Georgia                                                                | 1 – 2                                                                  | Armenia                                                                | UEFA Nations League 2020-2021 - 1º Turno                               | -                                                                      |                                                                        |
| 18-11-2020                                                             | Nicosia                                                                | Armenia                                                                | 1 – 0                                                                  | Macedonia del Nord                                                     | UEFA Nations League 2020-2021 - 1º Turno                               | -                                                                      | 56’ 90’                                                                |
| 25-3-2021                                                              | Vaduz                                                                  | Liechtenstein                                                          | 0 – 1                                                                  | Armenia                                                                | Qual. Mondiali 2022                                                    | -                                                                      | 90’                                                                    |
| 28-3-2021                                                              | Erevan                                                                 | Armenia                                                                | 2 – 0                                                                  | Islanda                                                                | Qual. Mondiali 2022                                                    | 1                                                                      | 90’                                                                    |
| 31-3-2021                                                              | Erevan                                                                 | Armenia                                                                | 3 – 2                                                                  | Romania                                                                | Qual. Mondiali 2022                                                    | 1                                                                      | 22’ 90’                                                                |
| 1-6-2021                                                               | Velika Gorica                                                          | Croazia                                                                | 1 – 1                                                                  | Armenia                                                                | Amichevole                                                             | -                                                                      |                                                                        |
| 5-6-2021                                                               | Stoccolma                                                              | Svezia                                                                 | 3 – 1                                                                  | Armenia                                                                | Amichevole                                                             | -                                                                      | 45’ 90’                                                                |
| 5-9-2021                                                               | Stoccarda                                                              | Germania                                                               | 6 – 0                                                                  | Armenia                                                                | Qual. Mondiali 2022                                                    | -                                                                      | 70’                                                                    |
| 8-9-2021                                                               | Erevan                                                                 | Armenia                                                                | 1 – 1                                                                  | Liechtenstein                                                          | Qual. Mondiali 2022                                                    | -                                                                      |                                                                        |
| 8-10-2021                                                              | Reykjavík                                                              | Islanda                                                                | 1 – 1                                                                  | Armenia                                                                | Qual. Mondiali 2022                                                    | -                                                                      | 87’                                                                    |
| 11-10-2021                                                             | Bucarest                                                               | Romania                                                                | 1 – 0                                                                  | Armenia                                                                | Qual. Mondiali 2022                                                    | -                                                                      | 37’ 45’                                                                |
| 11-11-2021                                                             | Erevan                                                                 | Armenia                                                                | 0 – 5                                                                  | Macedonia del Nord                                                     | Qual. Mondiali 2022                                                    | -                                                                      | 73’                                                                    |
| 24-3-2022                                                              | Erevan                                                                 | Armenia                                                                | 1 – 0                                                                  | Montenegro                                                             | Amichevole                                                             | -                                                                      | 89’                                                                    |
| 29-3-2022                                                              | Oslo                                                                   | Norvegia                                                               | 9 – 0                                                                  | Armenia                                                                | Amichevole                                                             | -                                                                      |                                                                        |
| 4-6-2022                                                               | Erevan                                                                 | Armenia                                                                | 1 – 0                                                                  | Irlanda                                                                | UEFA Nations League 2022-2023 - 1º Turno                               | -                                                                      | 89’                                                                    |
| 8-6-2022                                                               | Glasgow                                                                | Scozia                                                                 | 2 – 0                                                                  | Armenia                                                                | UEFA Nations League 2022-2023 - 1º Turno                               | -                                                                      |                                                                        |
| 11-6-2022                                                              | Łódź                                                                   | Ucraina                                                                | 3 – 0                                                                  | Armenia                                                                | UEFA Nations League 2022-2023 - 1º Turno                               | -                                                                      | 66’                                                                    |
| 14-6-2022                                                              | Erevan                                                                 | Armenia                                                                | 1 – 4                                                                  | Scozia                                                                 | UEFA Nations League 2022-2023 - 1º Turno                               | -                                                                      | 84’                                                                    |
| 24-9-2022                                                              | Erevan                                                                 | Armenia                                                                | 0 – 5                                                                  | Ucraina                                                                | UEFA Nations League 2022-2023 - 1º Turno                               | -                                                                      | 63’                                                                    |
| 27-9-2022                                                              | Dublino                                                                | Irlanda                                                                | 3 – 2                                                                  | Armenia                                                                | UEFA Nations League 2022-2023 - 1º Turno                               | -                                                                      | 82’                                                                    |
| 25-3-2023                                                              | Erevan                                                                 | Armenia                                                                | 1 – 2                                                                  | Turchia                                                                | Qual. Euro 2024                                                        | -                                                                      | 80’                                                                    |
| 28-3-2023                                                              | Erevan                                                                 | Armenia                                                                | 2 – 2                                                                  | Cipro                                                                  | Amichevole                                                             | -                                                                      | 65’                                                                    |
| 16-6-2023                                                              | Cardiff                                                                | Galles                                                                 | 2 – 4                                                                  | Armenia                                                                | Qual. Euro 2024                                                        | -                                                                      | 63’                                                                    |
| 19-6-2023                                                              | Erevan                                                                 | Armenia                                                                | 2 – 1                                                                  | Lettonia                                                               | Qual. Euro 2024                                                        | -                                                                      | 77’                                                                    |
| 12-10-2023                                                             | Riga                                                                   | Lettonia                                                               | 2 – 0                                                                  | Armenia                                                                | Qual. Euro 2024                                                        | -                                                                      | 69’                                                                    |
| 17-10-2023                                                             | Strumica                                                               | Macedonia del Nord                                                     | 3 – 1                                                                  | Armenia                                                                | Amichevole                                                             | -                                                                      | 46’                                                                    |
| 20-3-2025                                                              | Erevan                                                                 | Armenia                                                                | 0 – 3                                                                  | Georgia                                                                | UEFA Nations League 2024-2025 - Play-off                               | -                                                                      |                                                                        |
| 23-3-2025                                                              | Tbilisi                                                                | Georgia                                                                | 6 – 1                                                                  | Armenia                                                                | UEFA Nations League 2024-2025 - Play-off                               | -                                                                      |                                                                        |
| Totale                                                                 |                                                                        | Presenze                                                               | 60                                                                     |                                                                        | Reti                                                                   | 9                                                                      |                                                                        |

## Palmarès

### Competizioni nazionali
- Campionato macedone: 1

Vardar: 2016-2017
- Coppa del Kazakistan: 1

Qaýsar: 2019
- Supercoppa del Kazakistan: 1

Astana: 2020
- Campionato slovacco: 3

Slovan Bratislava: 2021-2022, 2022-2023, 2023-2024, 2024-2025

### Individuale
- Capocannoniere del campionato slovacco: 2

2023-2024 (13 gol, a pari merito con Róbert Polievka), 2024-2025 (20 gol, a pari merito con Dávid Strelec)